# Alkanna pulmonaria
Alkanna pulmonaria är en strävbladig växtart som beskrevs av August Heinrich Rudolf Grisebach. Alkanna pulmonaria ingår i släktet Alkanna och familjen strävbladiga växter. Inga underarter finns listade i Catalogue of Life.